# Cantón de Parrita
Cantón de Parrita är en kanton i Costa Rica.   Den ligger i provinsen Puntarenas, i den centrala delen av landet, 50 km sydväst om huvudstaden San José.